# Barnens ö (film)
Barnens ö är en svensk film som hade biopremiär i Sverige den 25 december 1980, i regi av Kay Pollak. Den bygger på P.C. Jersilds roman Barnens ö från 1976.
Filmen är en av titlarna i boken Tusen svenska klassiker (2009).

## Handling
11-årige Reine Larsson skall tillbringa en lång sommar på kolonin Barnens ö i Stockholms skärgård eftersom hans ensamstående mamma måste arbeta på ett sjukhus i en annan stad, men han beslutar sig för att stanna i stan. En gryende könsmognad får Reine att fundera över livet, döden och framför allt sin sexuella identitet. Han vill även finna sin biologiske far. I filmen följer man Reine på dennes upptäcktsfärd i vuxenvärlden, en värld som både lockar och avskräcker.

## Rollista
- Tomas Fryk – Reine Larsson
- Anita Ekström – Harriet Larsson, Reines mamma
- Ingvar Hirdwall – Stig Utler, ambulansförare, hennes älskare
- Börje Ahlstedt – Hester, Olgas son
- Lars-Erik Berenett – Esbjörn, Stigs kompis
- Hjördis Petterson – Olga, innehavare av Olgas Ateljé
- Sif Ruud – fru Bergman-Ritz, anställd hos Olga
- Lena Granhagen – Helen, anställd hos Olga
- Majlis Granlund – Lotten, anställd hos Olga
- Malin Ek – Kristina, anställd hos Olga
- Maria Dehnisch – Birgitta, flickan som kommer för sent till Olgas ateljé
- Maud Sjöqvist – Maria, medlem av teatergruppen
- Hélène Svedberg – Nora, Esbjörns kompis
- Anneli Tulldahl – Lisa, raggartjej
- Christer Banck – Janne, teatergruppens ledare
- Kari Sylwan – dansare i TV
- Karin Thulin – dansare i TV
- Björn Borg – Björn Borg
- Tom Okker – Tom Okker
- Per Carleson – medlem av teatergruppen
- Thomas Macklin – medlem av teatergruppen
- Johnny Söderberg – medlem av teatergruppen
- Bissa Abelli – medlem av teatergruppen
- Franciska von Koch – medlem av teatergruppen
- Barbro "Babben" Larsson – medlem av teatergruppen
- Sigrun M. Proppé – medlem av teatergruppen
- Elisabeth Sjöström – medlem av teatergruppen[5]

## Produktion
Filmen spelades in 2 juli – 5 oktober 1979 med kompletteringar 18–29 februari och i juni 1980. Filmen uppskattades kosta 4,7 miljoner kronor men kostade i slutändan runt 6,7 miljoner kronor.

## Mottagande
Filmen fick ett översvallande positivt mottagande efter premiären 1980 och vann Guldbaggen 1980/1981 för både bästa film, bästa regi (Kay Pollak) och bästa manliga huvudroll (Ingvar Hirdwall). Pollak nominerades även för bästa regi vid Filmfestivalen i Berlin 1981. Filmmusiken är bland annat hämtad från Jean Michel Jarres två första album, Oxygène och Équinoxe. Filmen anses i vissa länder som barnpornografisk, då Reine onanerar och hans könsorgan visas i bild.

## Musik i filmen
- Équinoxe, kompositör Jean Michel Jarre, instrumental
- Oxygène, kompositör Jean Michel Jarre, instrumental
- Mysterious Semblance, kompositör Edgar Froese, instrumental
- Donna, kompositör och text Ritchie Valens, sång Ritchie Valens
- Calle Schewens vals (I Roslagens famn på den blommande ö), kompositör och text Evert Taube, instrumental
- Amazing Grace, text John Newton, instrumental
- Lotta Lovin, kompositör och text Gene Vincent, sång Gene Vincent
- Symfoni, nr 101, Hob. I:101, D-dur (Uret), kompositör Joseph Haydn, instrumental
- Tidens flykt, sång Anna Öst
- Jetzt kommen die lustige Tage, instrumental
- Wenn wir marschieren, instrumental
- Stycke, piano, op. 32. Nr 3 Frühlingsrauschen (Frühlingsrauschen), kompositör Christian Sinding, instrumental
- Wien, du Stadt meiner Träume, kompositör och text Rudolf Sieczynski, instrumental
- Cadillac (Brand New Cadillac), kompositör Kim Brown, Denys Gibson, Graham Johnson och Ian Mallett, text Vince Taylor
- Sanctuary, kompositör John McLaughlin, instrumental
- Nere på klubben, kompositör och text Per "Plura" Jonsson, sång Per "Plura" Jonsson
- En vacker dag, kompositör och text Per "Plura" Jonsson, sång Per "Plura" Jonsson
- Lille man säg nu godnatt, kompositör Mabel Wayne, instrumental
- Mud Pies, kompositör Tony Ross, instrumental
- Sonat, piano, nr 14, op. 27:2, ciss-moll, (Månskenssonaten), kompositör Ludwig van Beethoven, instrumental

### Fotnoter
1. 1 2 3 4 5 6 7 8 9 10 11 12 13 14 15 16 17 18 19  Barnens ö, Svensk Filmdatabas, Svenska Filminstitutet, läs online, läst: 20 februari 2023.[källa från Wikidata]
2. ↑  ”Barnens ö”. Svensk filmdatabas. 25 december 1980. Arkiverad från originalet den 27 september 2016. https://web.archive.org/web/20160927000454/http://www.sfi.se/sv/svensk-filmdatabas/Item/?itemid=7702&type=MOVIE&iv=Basic. Läst 24 september 2016.
3. 1 2 3 4 5  ”Barnens ö (1980) - SFdb”. https://www.svenskfilmdatabas.se/sv/item/?type=film&itemid=7702. Läst 20 februari 2023.
4. ↑  Gradvall et al 2009, nr. 559
5. ↑  ”Barbro Larsson - SFdb”. https://www.svenskfilmdatabas.se/sv/Item/?type=person&itemid=63373. Läst 20 februari 2023.
6. ↑  Knott, Matthew (27 februari 2014). ”Australia bans award-winning Swedish film Children's Island over child porn concerns” (på engelska). The Sydney Morning Herald. Arkiverad från originalet den 18 juli 2014. https://www.webcitation.org/6RAL7YTUZ?url=http://www.smh.com.au/entertainment/movies/australia-bans-awardwinning-swedish-film-childrens-island-over-child-porn-concerns-20140227-33lxx.html. Läst 18 juli 2014.
7. ↑  ”Barnporrkoppling stoppar svensk film”. Aftonbladet. 27 februari 2014. https://www.aftonbladet.se/a/VR57lW. Läst 20 februari 2023.